# Prugna Damaschina
Prugna Damaschina es una variedad cultivar de ciruelo (Prunus domestica), de las denominadas ciruelas europeas.
Una variedad de ciruela de fruta muy antigua utilizada tradicionalmente en la cocina italiana (Italia).

Las frutas tienen un tamaño pequeño, color de piel base amarillento con manchas verdosas y sobre color púrpura rojo, algunas placas dispersas de "ruginoso"/"russetting", algunos puntos pequeños, amarillo verdosos a amarillo dorados, y pulpa de color amarillo verdoso, textura firme, poco jugosa con un sabor dulce, ligeramente subácido, poco rico, usos culinarios y de pasas.

## Sinonimia
- "Susino Damaschina",
- "Ramassin".

## Historia
Las ciruelas damascenas (Prunus domestica subsp. insititia), "Bullaces" (países anglófonos), "Damascerpflaume" (en Alemania), forman un grupo muy antiguo, que ya se cultivaba en tiempos prehistóricos. Por cierto, el inglés 'Damson' no se puede traducir con Damas, allí se llaman "Bullace". Han surgido una gran cantidad de variedades. La damas original es una ciruela azul ovalada de tamaño mediano cubierta de un espesa pruina azul.
La ciruela damascena es una ciruela que se supone originaria de la región de Damasco ("Damas") y que habría sido traída de Oriente Próximo por los cruzados, en la época de las Cruzadas, que tuvieron lugar entre 1095 y 1291. A veces se dice que la ciruela de Damasco habría llegado a Europa en la época de la segunda cruzada (1147-1149).
'Prugna Damaschina' variedad de ciruela, fruta muy antigua utilizada como ciruela pasa, y tradicionalmente en la cocina italiana (Italia).
'Prugna Damaschina' está cultivada en diversos bancos de germoplasma de cultivos vivos, tales como en National Fruit Collection (Colección Nacional de Fruta) de Reino Unido con el número de accesión: 1958-048 y Nombre Accesión : Prugna Damaschina. Recibido por "The National Fruit Trials" (Probatorio Nacional de Fruta) desde el "Istituto di Coltivazioni Arboree", Turín (Italia), para evaluar sus características en 1958.

## Características
'Prugna Damaschina' árbol de porte no muy grande con una hermosa copa llena, con hojas ovadas muy grandes, vigor medio fuerte son muy saludables, requieren poco suelo y ubicación de un lugar cálido. Las ramas tienen algunas espinas. Flor blanca, que tiene un tiempo de floración que comienza a partir del 17 de abril con el 10% de floración, para el 20 de abril tiene una floración completa (80%), y para el 1 de mayo tiene un 90% de caída de pétalos.
'Prugna Damaschina'  tiene una talla de tamaño pequeño (peso promedio 9.90 g), de forma oval alto y redondo, forma regular y ligeramente aplanado por arriba y por abajo, sutura línea, poco profunda es algo asimétrica; epidermis tiene una piel fina, tierna, ligeramente astringente, que se separa fácilmente, con abundante pruina blanquecina, siendo el color de la piel base amarillento con manchas verdosas y sobre color púrpura rojo, algunas placas dispersas de "ruginoso"/"russetting", algunos puntos pequeños, amarillo verdosos a amarillo dorados; pedúnculo bastante corto (largo promedio 7.64 mm), algo curvo, pubescente, bien adherido al fruto con la cavidad del pedúnculo estrecha y apenas pronunciada; pulpa de color amarillo verdoso, textura firme, poco jugosa con un sabor dulce, ligeramente subácido, poco rico, usos culinarios y de pasas.
Hueso libre, ovalada alargada, turgente, áspera y picada, puntiaguda en la base, roma en el ápice, sutura ventral bastante ancha, superficialmente surcada, roma, sutura dorsal con un surco ancho y poco profundo.
Su tiempo de recogida de cosecha es medio, se inicia en su maduración en la primera quincena de agosto.

## Usos
Debido a su sabor bastante insulso es de poco valor como ciruela fresca de postre, pero una excelente variedad culinaria, y especialmente indicada como ciruela pasa y en conservas.